# Grmeč
Der Grmeč ist ein etwa 70 km langer Gebirgszug im Nordwesten von Bosnien und Herzegowina. Er liegt zwischen den Flüssen Una und Sana. Die höchste Erhebung ist der Crni vrh (1604 m). Angrenzende Höhenzüge sind Osječenica (1791 m), Klekovača (1961 m), Srnetica (1375 m) und Plješevica (1649 m).
Nahe gelegene Städte sind Bihać, Bosanski Petrovac, Ključ, Sanski Most und Bosanska Krupa.
Grmeč war bis 1975 der Name einer Bahnstation der schmalspurigen Steinbeisbahn zwischen Sanica Donja und Srnetica.